# IC 5341
IC 5341 ist eine elliptische Galaxie vom Hubble-Typ E/S0 im Sternbild Pegasus am Nordsternhimmel. Sie ist schätzungsweise 490 Millionen Lichtjahre von der Milchstraße entfernt und hat einen Durchmesser von etwa 40.000 Lichtjahren.

Im selben Himmelsareal befinden sich u. a. die Galaxien NGC 7720, NGC 7726, NGC 7728, IC 5342.
Das Objekt wurde am 27. November 1899 von Herbert Alonzo Howe entdeckt.